# Cryptops bayoni
Cryptops bayoni är en mångfotingart som beskrevs av Filippo Silvestri 1910. Cryptops bayoni ingår i släktet Cryptops och familjen Cryptopidae.
Artens utbredningsområde är Uganda. Inga underarter finns listade i Catalogue of Life.